# Guglielmo Stendardo
Guglielmo Stendardo (* 6. Mai 1981 in Neapel) ist ein ehemaliger italienischer Fußballspieler. Sein jüngerer Bruder Mariano ist ebenfalls professioneller Fußballspieler.

## Karriere

### Im Verein
Guglielmo Stendardo begann seine Karriere zusammen mit Bruder Mariano in der Jugendabteilung der SSC Neapel. Am 16. Mai 1998 feierte er beim 2:2 gegen die AS Bari sein Serie-A-Debüt. Zur Saison 1998/99 wechselte er zu Sampdoria Genua, stieg mit den Klub allerdings in der ersten Spielzeit in die Serie B ab. In Genua spielte Stendardo bis 2003, insgesamt absolvierte er 33 Liga-Partien für Samp. Die Rückrunde der Saison 2002/03 verbrachte er leihweise bei Salernitana Sport, 2003/04 war er an Catania Calcio verliehen. Die Saison 2004/05 spielte Stendardo für die AC Perugia.
Als der umbrische Klub im Sommer 2005 nach finanziellen Problemen aufgelöst wurde, wechselte Guglielmo Stendardo zu Lazio Rom in die Serie A. Im ersten Jahr absolvierte er unter Trainer Delio Rossi 18 Serie-A-Partien, 2006/07 kam er auf 21 Einsätze. In die Saison 2007/08 startete Stendardo aufgrund der Verletzungen seiner Verteidiger-Kollegen Sebastiano Siviglia und Mobido Diakité als Stammspieler und zeigte dabei gute Leistungen.
Im Dezember 2007 überwarf sich Stendardo mit Lazio-Trainer Rossi, nachdem er in den Spielen gegen Real Madrid und Juventus Turin nicht in der Startaufstellung gestanden hatte, und forderte einen sofortigen Transfer. Deshalb wechselte er im Januar 2008 leihweise für den Rest der Saison zu Juventus Turin. Als Teil dieses Transfers wurde vereinbart, dass die Juve ihn im Sommer für ca. 12 Millionen Euro weiterverpflichten konnte. Mit diesem relativ hohen Preis wollte Lazio-Präsident Claudio Lotito sicherstellen, dass Stendardo im Sommer nach Rom zurückkehrt, was ihm auch gelang.
Im Sommer 2008 wurde Guglielmo Stendardo für ein Jahr an den Serie-A-Aufsteiger US Lecce verliehen.
2012 wechselte Stendardo zu Atalanta Bergamo, für die er bis Januar 2017 aktiv war und sich Aufsteiger Delfino Pescara 1936 anschloss. Nach einem Jahr bei Pescara beendete Stendardo seine Laufbahn.

### In der Nationalmannschaft
Guglielmo Stendardo absolvierte während seiner Karriere insgesamt 21 Junioren-Länderspiele für Italien.